# Американская пастораль
Американская пастораль (англ. American Pastoral) — американский фильм 2016 года производства компаний Lakeshore Entertainment и Lionsgate Films, режиссёрский дебют актёра Юэна Макгрегора. Мировая премьера состоялась 9 сентября 2016 года на 41-м Кинофестивале в Торонто.

## Сюжет
Фильм рассказывает о жизни семьи Сеймура Левова, сына богатого промышленника. После окончания школы он женится на своей давней подруге Дон Двайер, и у них рождается дочь Мередит. С возрастом девочка подвергается влиянию радикалов и участвует в протестах против войны во Вьетнаме. Вскоре она становится подозреваемой в организации серии взрывов, её разыскивает ФБР. Однако Сеймур отказывается верить в виновность дочери.

## Актёрский состав
- Юэн Макгрегор — Сеймур «Суид» Левов
- Дженнифер Коннелли — Дон Двайер Левов
- Дакота Фаннинг — Мередит «Мерри» Левов
- Питер Ригерт — Лу Левов, отец Сеймура
- Руперт Эванс — Джерри Левов, младший брат Сеймура
- Узо Адуба — Викки, работница фабрики Левова
- Молли Паркер — доктор Шейла Смит, логопед маленькой Мерри
- Вэроли Керри — Рита Коэн
- Саманта Мэтис — Пенни Хэмлин, вдова убитого во взрыве владельца магазина
- Дэвид Стрэтэйрн — Нэйтан Цукерман, одноклассник Джерри и рассказчик

## Производство
Разработка фильма по одноимённому роману Филипа Рота, за который он получил Пулитцеровскую премию 1998 года, началась в 2003 году компанией Lakeshore Entertainment. В 2012 году права на экранизацию были перекуплены Paramount Pictures, режиссёром к проекту прикреплен Фишер Стивенс. На главные роли были выбраны Дженнифер Коннелли и Пол Беттани, а также Эван Рэйчел Вуд в роли их дочери.
В июне 2014 года Пола Беттани в роли Сеймура Левова заменил Юэн Макгрегор. Режиссёрское кресло занял Филлип Нойс. В августе на роль Мередит Левов вместо Вуд была утверждена Дакота Фаннинг. В феврале 2015 года Нойс покинул проект, и стало известно, что режиссёром фильма станет сам Макгрегор, дебютируя в данном качестве. В сентябре 2015 года к фильму присоединились Дэвид Стрэтэйрн, Узо Адуба и Питер Ригерт, в октябре было объявлено об участии в фильме Руперта Эванса и Молли Паркер.
Съемки начались в округе Хармони, штат Пенсильвания, в сентябре 2015 года и продолжались до ноября в окрестностях Питтсбурга.

## Релиз
Мировая премьера фильма состоялась в рамках программы Международного кинофестиваля в Торонто 9 сентября 2016 года. На широкий экран в США «Американская пастораль» вышла 21 октября 2016 года.

## Критика
Картина получила в основном негативные отзывы критиков, отметивших, что Макгрегор не справился с переносом глубокого и захватывающего материала Филипа Рота на киноэкран. Стивен Холден из The New York Times обозначил фильм, как «жестокое сокращение сложного литературного шедевра», при этом отметив, что фильм вышел «пустым, но годным к просмотру». Питер Трэверс из Rolling Stone написал, что скромный подход Макгрегора не смог отдать должное произведению такого масштаба, а адаптация лишила книгу «жизненной силы и цели». Эндрю Баркер из Variety оценил, что Макгрегор подошёл к адаптации материала с очевидным восхищением и постарался остаться ему верным до конца, но при этом упустил «бьющееся сердце» исходного материала.
Помимо прочего, критики сошлись во мнении, что кастинг Юэна Макгрегора на главную роль был очевидным промахом, поскольку он не подходил внешностью и не смог вытянуть роль на ожидаемом после прочтения книги эмоциональном уровне.